# كلارنس كروس
كلارنس كروس (بالإنجليزية: Clarence Cross)‏ هو لاعب كرة قاعدة أمريكي، ولد في 4 مارس 1856 في سانت لويس في الولايات المتحدة، وتوفي في 23 يونيو 1931 في سياتل في الولايات المتحدة.

## وصلات خارجية
- كلارنس كروس على موقعبيزبول رفرنس.كوم (الدوري الرئيسي) (الإنجليزية)
- كلارنس كروس على موقعبيزبول رفرنس.كوم (الدوري الثانوي) (الإنجليزية)